# Veganstvo
Veganstvo označava filozofiju i način života koji teži isključiti - koliko god je to moguće i praktično – sve oblike okrutnosti i iskorištavanja životinja za hranu, odjeću i bilo koju drugu svrhu i koji promiče razvoj i korištenje neživotinjskih alternativa za dobro čovjeka, životinja i okoliša.
Veganska prehrana temelji se na žitaricama, mahunarkama, voću i povrću. Vegani ne jedu meso, ribu, morske plodove, jaja, mlijeko, mliječne proizvode, med niti nose stvari od krzna, vune, svile, perja, kostiju, kože, koralja, bisera niti bilo kojih drugih materijala životinjskog porijekla. Vegani također izbjegavaju proizvode testirane na životinjama. Veganstvo se razlikuje od vegetarijanstva po tome što je svedeno u potpunosti na biljnu prehranu, dok vegetarijanci jedu i neke proizvode životinjskog porijekla, kada se pri dobivanju tih proizvoda životinje ne ubijaju, npr. jaja, med, mlijeko i dr.
Riječ vegan formirao je Donald Watson 1944. godine u Leicesteru, u Engleskoj, koji je, s još nekoliko članova Vegetarijanskog društva (eng.Vegetarian Society), a unutar njega, želio osnovati službenu podskupinu vegetarijanaca koji ne konzumiraju ni mlijeko ni mliječne proizvode. Kad je taj prijedlog bio odbijen, Watson i istomišljenici osnivaju Vegansko društvo (eng. The Vegan Society) koje zagovara potpunu biljnu prehranu, isključujući meso, ribu, jaja, mlijeko i mliječne proizvode (sir, maslac) i med te potiče i ohrabruje proizvođače hrane, odjeće i obuće da koriste alternative životinjskim proizvodima. Novoosnovana skupina složila se da je prestanak bilo kojeg oblika iskorištavanja nužan za stvaranje mnogo razumnijeg i humanijeg društva.
Ljudi postaju vegani iz mnoštva razloga, uključujući etičku brigu za životinje i prirodnu okolinu, kao i neke osobnije, vezane za zdravlje, duhovnost i vjeru. Što se etičkih principa tiče, veganska prehrana sprječava masovni uzgoj i sustavno klanje velikog broja životinjana na farmama. Veganska hrana sadrži niži nivo kolesterola i masti od uobičajene prehrane. S ekološkog gledišta, mesna industrija sudjeluje u zagađenju zraka, zemlje i vode, doprinosi eksploataciji i krčenju šuma i velikih zemljišnih površina za uzgoj biljnih kultura namijenjenih prehrani velikog broja uzgajanih životinja.
Dobro isplaniranom veganskom prehranom mogu se zadovoljiti sve potrebe organizma. Loše organizirana veganska prehrana može uzrokovati manjak kalcija, joda, omega-3 masne kiseline, željeza, vitamina B12 i vitamina D, koji se onda moraju uzimati iz vitaminskih i mineralnih dodataka prehrani.
Prema anketama, vegani čine između 0.2% i 1.3% američke populacije i između 0.25% i 7% populacije Ujedinjenog Kraljevstva.

## Povijest
Vegetarijanstvo se kroz povijest može pratiti do civilizacije doline Inda 3300. – 1330. prije Krista. Rani vegetarijanci bili su indijski filozofi kao što su Parshavnatha, Mahavira, Acharya Kundakunda, Umaswati, Samantabhadra i Valluvar; Indijski carevi Chandragupta Maurya i Ashoka; grčki filozofi poput Empedokla, Teofrasta, Plutarha, Plotina i Porfirija; te rimski pjesnik Ovidije i dramatičar Seneca mlađi. Grk Pitagora se zalaže za rani oblik strogog vegetarijanstva, ali njegov je život toliko nejasan da je sporno da li se ikada zagovarao bilo koji oblik vegetarijanstva. Gotovo sigurno zabranio je svojim sljedbenicima da jedu grah i nose vunenu odjeću. Eudoxus Cnidus, student Archytasa i Platona, piše: "Pitagoru je takva čistoća odlikovala da se ne samo suzdržavao od ubijanja i životinjske hrane, već je čak i držao distancu od kuhara i lovaca". Jedan od najranijih poznatih vegana bio je arapski pjesnik al-Maʿarri, poznat po svojoj pjesmi "I više ne kradem od prirode". (c. 973 - c. 1057). Njihovi su se argumenti temeljili na zdravlju, transmigraciji duša, dobrobiti životinja i osobnom pogledu na svijet - Porfirije u De apstinentia ab esu animalium ("o apstinenciji od jedenja životinja ", c. 268 - c. 270) - Ako ljudi zaslužuju pravdu, tada se to treba odnositi i na životinje. U šestom stoljeću, navodi se da je sveti David živio na veganskoj prehrani.
Vegetarijanstvo se uspostavilo kao značajan pokret u Britaniji i Sjedinjenim Državama 19. stoljeća. Manjina vegetarijanaca u potpunosti je izbjegavala životinjsku hranu. 1813. pjesnik Percy Bysshe Shelley objavio je posvetu prirodne prehrane, zagovarajući "apstinenciju od životinjske hrane i alkoholnih pića", a 1815. William Lambe, londonski liječnik, rekao je da bi njegova "voda i povrće" mogla izliječiti bilo što od od tuberkuloze do akni. Lambe je nazvao životinjsku hranu "uobičajenom iritacijom" i tvrdio je da su "jedenje mlijeka i mesa samo grane zajedničkog sustava i moraju stajati ili pasti zajedno". Dijeta bez mesa Sylvestera Grahama - uglavnom voće, povrće, voda i kruh napravljen kod kuće s kamenom mljevenim brašnom - popularani su kao metoda liječenja 1830 -ih u Sjedinjenim Državama. Otprilike u ovo vrijeme uspostavljeno je nekoliko veganskih zajednica. U Massachusettsu, Amos Bronson Alcott, otac spisateljice Louise May Alcott, otvorio je školu Temple 1834. godine i Fruitlands 1844, dok je u Engleskoj, James Pierrepont Greaves osnovao Koncorndum, vegansku zajednicu u Alcott House on Ham Common, 1838.
1843. pripadnici Alcott Housea stvorili su Britansko i inozemno društvo za promicanje čovječnosti i apstinencije od životinjske hrane, koju je predvodila Sophia Chichester, bogata dobročiniteljica prije spomenutog Alcott Housea. Alcott House također je pomogao uspostaviti Vegetarijansko društvo Velike Britanije, koje je održalo svoj prvi sastanak 1847. u Ramsgateu, Kent. Medical Times i Gazette u Londonu izvijestili su 1884. godine:
"Postoje dvije vrste vegetarijanaca-jedan ekstremni oblik, čiji pripadnici ne jedu meso niti koriste proizvode od životinja bez obzira na to; i manje ekstremna sekta, koja se ne protivi jajima, mlijeku ili ribi. Vegetarijansko društvo ... pripada potonjem umjerenijem dijelu."
Članak u časopisu Društva, vegetarijanski glasnik, 1851. godine raspravljao je o alternativama koži za cipele, što sugerira prisutnost vegana unutar članstva odnosno onih koji su u potpunosti odbacili upotrebu životinja, ne samo u prehrani. Henry S. Salt 1886. u svom djelu Zagovor za vegetarijanstvo i drugi eseji tvrdi: "Sasvim je istinito da većina - ali ne svi - reformatori hrane svrstavaju u svoju prehranu takvu životinjsku hranu kao što je mlijeko, maslac, sir i jaja ..." Prva poznata veganska kuharica bila je Filozofija kuhinje za vegetarijance Asenatha Nicholsona, objavljena 1849. C. W. Daniel objavio je ranu vegansku kuharicu, Rupert H. Wheldon's No Animal Food: dva eseja i 100 recepata, 1910. Konzumiranje mlijeka i jaja postalo je bojno polje tijekom sljedećih desetljeća. O tome je bilo redovnih rasprava u vegetarijanskom glasniku; Na stranicama korespondencije se pojavljuje da su mnogi protivnici veganstva bili vegetarijanci.
Tijekom posjeta Londonu 1931. godine, Mahatma Gandhi-koji se pridružio Izvršnom odboru Vegetarijanskog društva kada je živio u Londonu od 1888. do 1891.-održao je govor društvu tvrdeći da bi trebalo promovirati prehranu bez mesa kao pitanje morala, a ne zdravlja. Lakto-vegetarijanci priznali su etičku konzistenciju veganskog položaja, ali su vegansku prehranu smatrali nemogućnom i zabrinuti su da bi to moglo biti prepreka za širenje vegetarijanstva ako vegani ne mogu sudjelovati u društvenim krugovima gdje nije bila dostupna ne-životinska hrana. To je postalo pretežni pogled na vegetarijansko društvo, koje je 1935. godine objavilo: "Lakto-vegetarijanci, u cjelini, ne brane praksu konzumiranja mliječnih proizvoda, osim na osnovu ekspeditivnosti."
U kolovozu 1944., nekoliko članova vegetarijanskog društva zatražilo je da dio društvenog biltena bude posvećen vegetarijancima koji ne konzumiraju mlijeko i mliječne proizvode. Kad je zahtjev odbijen, Donald Watson, tajnik podružnice Leicester, osnovao je novi tromjesečni bilten, Vegan News, u studenom 1944. Riječ vegan izmislili su Watson i Dorothy Morgan, učiteljica s kojim se kasnije oženio. Riječ se temelji na "prva tri i posljednja dva slova 'vegetarijanaca'" jer je u Watsonovim riječima obilježila "početak i kraj vegetarijanskog". Veganske vijesti pitale su svoje čitatelje mogu li smisliti bilo što bolje od pojma vegan. Predložili su Allvega, Neo-Vegetarian, Dairyban, Vitan, Benevore, Sanivores i Beaumangeur.
Prvo izdanje privuklo je više od 100 pisama, uključujući dramatičara George Bernarda Shawa, koji se odlučio odreći jaja i mliječnih proizvoda. Novo vegansko društvo održalo je svoj prvi sastanak početkom studenog u atičnom klubu, 144 High Holborn, London. Prisutni su bili Donald Watson, Elsie B. Shrigley, Fay K. Henderson, Alfred Hy Haffenden, Paul Spencer i Bernard Drake, s MME Pataleewa (Barbara Moore. Svjetski veganski dan održava se svakog 1. studenog kako bi se obilježilo osnivanje društva.

Veganske vijesti promijenile su ime u studenom 1945., do tada su imali 500 pretplatnika. Objavljivali su j recepte i "veganski trgovinski popis" proizvoda bez životinja, kao što su paste za zube, paste za cipele, pribor i ljepilo. Pojavile su se veganske knjige, uključujući veganske recepte Fay K. Henderson (1946) i pomoć u veganskoj prehrani za djecu Kathleen V. Mayo (1948).
Vegansko društvo ubrzo je jasno istaklo da odbacuje uporabu životinja u bilo koju svrhu, ne samo u prehrani. Watson je 1947. napisao: "Vegan se odriče stava da ljudski život ovisi o iskorištavanju tih stvorenja čiji su osjećaji gotovo kao i naši". Od 1948. veganska naslovna stranica glasi: "Zagovaranje života bez iskorištavanja", a 1951. Društvo je svoju definiciju veganstva objavilo kao "doktrinu da čovjek treba živjeti bez iskorištavanja životinja". [ Godine 1956. njegov potpredsjednik, Leslie Cross, osnovao je društvo Plantmilk; i 1965. godine, kao Plamilmilk Ltd i kasnije Plamil Foods, započeo je s proizvodnjom jednog od prvih široko distribuiranih mlijeka od soje u zapadnom svijetu.
Prvo vegansko društvo u SAD -u osnovali su 1948. godine Catherine Nimmo i Rubin Abramowitz u Kaliforniji, koji su distribuirali Watsonov bilten. 1960. H. Jay Dinshah osnovao je Američko vegansko društvo (AVS), povezujući veganstvo s konceptom Ahimsa, "bez ugrožavanja" na sanskrtu. Prema Joanne Stepaniak, riječ vegan prvi je put ušla 1962. godine, u Oxford Illustrated Rječnik, vegan je definiran kao "vegetarijanac koji ne jede maslac, jaja, sir ili mlijeko". 

## Definicija
Od 1988. godine, The Vegan Society daje dvije definicije veganstva:
Veganstvo je filozofija i način života koji nastoji isključiti – koliko god je to moguće i izvedivo – sve oblike iskorištavanja i okrutnosti prema životinjama za hranu, odjeću ili bilo koju drugu svrhu; i šire, promiče razvoj i korištenje alternativnih proizvoda za dobrobit životinja, ljudi i okoliša. U prehrambenom smislu označava praksu odbacivanja svih proizvoda dobivenih u cijelosti ili djelomično od životinja.
Prva definicija The Vegan Society prihvaćena je među etičkim i ekološkim veganima, a druga definicija The Vegan Society prihvaćena je među prehrambenim veganima.
Člankom 36. Uredbe (EU) br. 1169/2011 Europska komisija dobila je ovlasti za donošenje provedbenog akta o informacijama o hrani u vezi s prikladnošću hrane za vegane od strane Europskog parlamenta i Vijeća Europske unije. Konferencija njemačkog ministra za zaštitu potrošača odobrila je definiciju hrane prikladne za vegane 22. travnja 2016.  Europska vegetarijanska unija usvojila je ovaj tekst za prijedlog pravno obvezujuće definicije na temelju Uredbe (EU) br. 1169/2011 u srpnju 2019.
Godine 2021. Međunarodna organizacija za standardizaciju objavila je standard ISO 23662 o "definicijama i tehničkim kriterijima za hranu i sastojke hrane prikladne za vegetarijance ili vegane ". ISO 23662 odbacio je Nederlandse Vereniging voor Veganisme koji je smatrao da standard nije u skladu s njihovom vizijom.

## Porast javnog interesa

### Pokreti alternativne hrane
U 1960-ima i 1970-ima, pokret vegetarijanske prehrane pojavio se kao dio kontrakulture u Sjedinjenim Državama koji se usredotočio na brigu o prehrani, okolišu i nepovjerenju prema proizvođačima hrane, što je dovelo do povećanja interesa za organsko vrtlarstvo.Jedna od najutjecajnijih vegetarijanskih knjiga tog vremena bila je Dijeta za mali planet Frances Moore Lappé iz 1971. Prodana je u više od tri milijuna primjeraka i sugerirala je "skidanje s vrha prehrambenog lanca".
U sljedećim desetljećima skupina znanstvenika i liječnika u SAD-u, uključujući Deana Ornisha, Caldwella Esselstyna, Neala D. Barnarda, Johna A. McDougalla, Michaela Gregera i biokemičara T. Colina Campbella, tvrdila je da su dijete temeljene na životinjskoj masti i životinjskim proteinima, kao zapadnjačkom obrazcu prehrane,  nezdrave. Izdali su niz knjiga koje preporučuju vegansku ili vegetarijansku prehranu, uključujući McDougallov Plan McDougalla (1983.), Dijeta za novu Ameriku Johna Robbinsa (1987.), koja je povezivala prehranu mesom s oštećenjem okoliša, i Program dr. Deana Ornisha za okretanje srca Bolest (1990). Godine 2003. dva velika sjevernoamerička udruženja dijetetičara ukazala su da je dobro planirana veganska prehrana prikladna za sve životne faze. Uslijedio je film Earthlings (2005), Campbellova Kineska studija (2005), Rory Freedman i Kim Barnouinova Skinny Bitch (2005), Jonathan Safranova Foer Eating Animals (2009), te film Forks over Knives (2011).
U 1980-ima veganstvo se povezivalo s punk subkulturom i ideologijama, posebice straight edge hardcore punkom u SAD-u. i anarho-punk u Ujedinjenom Kraljevstvu. Ova povezanost nastavlja se i u 21. stoljeću, što dokazuje istaknutost veganskih punk događaja kao što je Fluff Fest u Europi.

### Prema mainstreamu
Veganska prehrana postala je sve popularnija tijekom 2010-ih, posebno u drugoj polovici.Časopis Economist je 2019. proglasio "godinom vegana".Lanci restorana počeli su označavati veganske artikle na svojim jelovnicima, a supermarketi su poboljšali izbor veganske hrane.
Globalno tržište lažnog mesa poraslo je za 18 posto između 2005. i 2010., a u SAD-u za osam posto između 2012. i 2015., na 553 milijuna dolara godišnje. Vegetarijanska mesnica (De Vegetarische Slager), prva poznata vegetarijanska mesnica koja prodaje lažno meso, otvorena je u Nizozemskoj 2010.  dok je prva američka veganska mesnica, Herbivorous Butcher, otvorena u Minneapolisu 2016.  Od 2017. više od 12 500 lanaca restorana počelo je nuditi proizvode Beyond Meat i Impossible Foods, uključujući prodajna mjesta Carl's Jr. koja nude Beyond Burgers i prodajna mjesta Burger King koja poslužuju Impossible Whoppers. Prodaja biljnog mesa u SAD-u porasla je 37% između 2017. i 2019.
Godine 2011. prvi europski veganski supermarketi pojavili su se u Njemačkoj: Veganz u Berlinu i Vegilicious u Dortmundu. Godine 2013. Oktoberfest u Münchenu (tradicionalno mesno orijentirana manifestacija) prvi put u svojoj 200-godišnjoj povijesti ponudio je veganska jela.
Do 2016. 49% Amerikanaca pilo je biljno mlijeko, a 91% i dalje je pilo kravlje mlijeko.U U.K., tržište biljnog mlijeka poraslo je za 155 posto u dvije godine, s 36 milijuna litara (63 milijuna imperijalnih pinti) u 2011. na 92 milijuna (162 milijuna imperijalnih pinti) u 2013.  Između 2012. i 2016. u Ujedinjenom Kraljevstvu došlo je do porasta od 185% novih veganskih proizvoda. Godine 2017., Udruga školske prehrane Sjedinjenih Država otkrila je da 14% školskih okruga diljem zemlje poslužuje veganske školske obroke u usporedbi s 11,5% škola koje su nudile veganski ručak 2016.,  što odražava promjenu koja se događa u mnogim dijelovima svijeta, uključujući Brazil i Engleska.
Sveukupno, od 2016., najveći udio veganskih potrošača na globalnoj razini trenutačno živi u azijsko-pacifičkom području s devet posto ljudi koji slijede vegansku prehranu. U 2017. veganstvo je poraslo u popularnosti u Hong Kongu i Kini, osobito među milenijalcima. Procjenjuje se da će kinesko vegansko tržište porasti za više od 17% između 2015. i 2020.  što se očekuje da će biti "najbrža međunarodna stopa rasta u tom razdoblju". To premašuje predviđeni rast na drugom i trećem najbrže rastućem tržištu vegana na međunarodnoj razini u istom razdoblju, Ujedinjenim Arapskim Emiratima (10,6%) i Australiji (9,6%), redom.
Godine 2018. knjiga Jacy Reese Anthis The End of Animal Farming tvrdila je da će veganstvo u potpunosti zamijeniti hranu životinjskog podrijetla do 2100. godine. Knjiga je objavljena u The Guardianu,  The New Republicu i Forbesu, između ostalih novina i časopisa.
Rast škola koje poslužuju veganske školske obroke povećao se posljednjih godina, a ručkove su dodali Los Angeles, Kalifornija 2018., Portland, Maine 2019. i New York City 2022. 
U siječnju 2021. 582 538 ljudi iz 209 zemalja i teritorija prijavilo se za Veganuary, oborivši prošlogodišnji rekord od 400 000.
Tog je mjeseca ONA u Francuskoj postao prvi veganski restoran u zemlji koji je dobio Michelinovu zvjezdicu. Te je godine još 79 restorana s biljnom hranom diljem svijeta dobilo Michelinove zvjezdice. Krajem godine, anketa koju je proveo The Guardian pokazala je da je dodatnih 36% britanske javnosti zainteresirano za veganstvo.

## Postotak stanovništva koji se izjašnjavaju kao vegani
Australija : Australci su bili na vrhu Googleovih svjetskih pretraživanja za riječ "vegan" između sredine 2015. i sredine 2016. godine. Studija Euromonitor Internationala zaključila je da će tržište pakirane veganske hrane u Australiji rasti 9,6% godišnje između 2015. i 2020., čineći Australiju trećim najbrže rastućim veganskim tržištem iza Kine i Ujedinjenih Arapskih Emirata.
Austrija : Kurier je 2013.procijenio da 0,5 posto Austrijanaca prakticira veganstvo, a u glavnom gradu Beču 0,7 posto.
Belgija : IVOX online studija iz 2016. pokazala je da je od 1000 stanovnika Flandrije i Bruxellesa starijih od 18 godina koji govore nizozemski, 0,3 posto vegana.
Brazil : Prema istraživanju IBOPE Inteligência objavljenom u travnju 2018., 14% Brazilaca, ili oko 30 milijuna ljudi, smatralo se vegetarijancima, od čega 7 milijuna veganima.
Kanada : U 2018. jedno je istraživanje procijenilo da se 2,1 posto odraslih Kanađana smatra veganima.
Njemačka : Istraživanje koje je naručila vlada pokazuje da od 2021.2% stanovnika Njemačke slijedi vegansku prehranu.
Indija : U nacionalnoj zdravstvenoj anketi 2005. – 06., 1,6% ispitane populacije izjavilo je da nikada nije konzumiralo proizvode životinjskog podrijetla. Veganstvo je bilo najčešće u državama Gujarat (4,9%) i Maharashtra (4,0%).
Izrael : Pet posto (otprilike 300.000) u Izraelu reklo je da su vegani 2014., što ga čini najvećom veganskom populacijom po glavi stanovnika u svijetu. Istraživanje Globesa i izraelskog Channel 2 News iz 2015. na sličan je način pokazalo da je 5% Izraelaca vegani.  Veganstvo se povećalo među izraelskim Arapima. Izraelska vojska je 2015. napravila posebne odredbe za veganske vojnike, što je uključivalo davanje čizama koje nisu od kože i beretki bez vune.  Veganstvo također pojednostavljuje pridržavanje judaističke zabrane kombiniranja mesa i mlijeka u obrocima.
Italija : Između 0,6 i 3 posto Talijana prijavljeno je da su vegani od 2015. godine.
Nizozemska : Godine 2018. Nizozemsko društvo za veganstvo ( Nederlandse Vereniging voor Veganisme, NVV ) procijenilo je da ima više od 100.000 nizozemskih vegana (0,59 posto), na temelju rasta njihovog članstva.  U srpnju 2020. NVV je procijenio broj vegana u Nizozemskoj na 150 000. To je otprilike 0,9% nizozemskog stanovništva.
Rumunjska : Sljedbenici Rumunjske pravoslavne crkve poste tijekom nekoliko razdoblja u crkvenom kalendaru, što čini većinu godine. U rumunjskoj pravoslavnoj tradiciji, bhakte se suzdržavaju od jedenja bilo kakvih životinjskih proizvoda tijekom ovih razdoblja. Kao rezultat toga, veganske hrane ima u izobilju u trgovinama i restoranima; međutim, Rumunji možda nisu upoznati s veganskom prehranom kao načinom života s punim radnim vremenom.
Švedska : Četiri posto reklo je da su vegani u anketi Demoskopa 2014.
Švicarska : Tvrtka za istraživanje tržišta DemoSCOPE procijenila je 2017. da je tri posto stanovništva vegansko.
Ujedinjeno Kraljevstvo : Studija Ipsos MORI iz 2016.koju je naručilo Vegan Society, anketiranjem gotovo 10.000 ljudi u dobi od 15 ili više godina diljem Engleske, Škotske i Walesa, pokazalo je da je 1,05 posto vegana; Vegan Society procjenjuje da 542.000 ljudi u Velikoj Britaniji slijedi vegansku prehranu.  Prema istraživanju Comparethemarket.com iz 2018., broj ljudi koji se izjašnjavaju kao vegani u Ujedinjenom Kraljevstvu popeo se na preko 3,5 milijuna, što je otprilike sedam posto stanovništva, a zabrinutost za okoliš bila je glavni čimbenik u tome razvoj.  Međutim, Vegan Society sa sjedištem u Velikoj Britaniji bacio je sumnju na ovu prenapuhanu brojku, koja provodi vlastitu redovitu anketu: Vegan Society je sam otkrio 2018. da u Velikoj Britaniji ima 600 000 vegana (1,16%), što se vidjelo kao dramatično povećanje u odnosu na prethodne brojke.  YouGov je izvijestio o 3% vegana u 2021.
Sjedinjene Američke Države : Prethodne procjene vegana u SAD-u varirale su od 2% ( Gallup, 2012.) do 0,5% ( Faunalytics, 2014.). [ Prema potonjem, 70% onih koji su prihvatili vegansku prehranu napustili su je. Ali Top Trends in Prepared Foods 2017, izvješće GlobalData, procjenjuje da "6% potrošača u SAD-u sada tvrdi da su vegani, što je porast u odnosu na samo 1% u 2014."  YouGov je 2020.objavio rezultate istraživanja iz 2019. koji su pokazali da je samo 2,26% vegana. Gotovo 59% ispitanika vegana bile su žene. Prema Gallupu, od srpnja 2018. crni Amerikanci imaju tri puta veću vjerojatnost da će biti vegani i vegetarijanci nego bijelci (9% u usporedbi s 3%).ref><"Why black Americans are more likely to be vegan". BBC News. 11 September 2020. Retrieved 14 June 2021</ref>
Grad s najviše veganskih restorana po stanovniku u 2021. prema podacima prikupljenim od HappyCow bio je Chiang Mai (Tajland), a slijede ga Ubud (Bali, Indonezija), Phuket (Tajland), Tel Aviv (Izrael) i Lisabon (Portugal).

## Veganska prehrana, te nadomjestci i analozi mesa
Veganska je prehrana zasnovana na žitaricama i sjemenkama,leguminozama,voću,povrću,gljivama i orasima.

### Veganske zamjene za meso
Veganske zamjene za meso obično se prodaju u oblicima poput vegetarijanskih kobasica, mljevenog mesa ili hamburgera od povrća. Često se rade od soje, seitana (pšeničnog glutena), graha, leće, riže, gljiva ili povrća. Zamjene za meso proizvode se u Kini barem od dinastije Tang (od 618. do 907. godine), uključujući lažnu patku napravljenu od seitana. One su znatnoo novije u zapadnim zemljama. Neki poznati zapadni proizvođači veganskih alternativa mesu uključuju Impossible Foods i Beyond Meat. No u kasnim 2010-ima mnogi proizvođači mesa i supermarketi također su počeli proizvoditi vlastite robne marke veganskih zamjena za meso.

### Zamjene za mlijeko i mliječne proizvode
Biljna mlijeka kao što su sojino mlijeko, bademovo mlijeko, mlijeko od indijskih oraščića, mlijeko žitarica (zobeno mlijeko, laneno mlijeko i rižino mlijeko), mlijeko konoplje i kokosovo mlijeko koriste se umjesto kravljeg ili kozjeg mlijeka. Sojino mlijeko pruža oko 7 g (1⁄4 oz) proteina po šalici (240 mL ili 8 tekućih unci), u usporedbi s 8 g (2/7 oz) proteina po šalici kravljeg mlijeka. Bademovo mlijeko ima manje prehrambene energije, ugljikohidrata i proteina. Sojino mlijeko ne smije se koristiti kao zamjena za majčino mlijeko za bebe. Bebe koje nisu dojene mogu se hraniti komercijalnom formulom za dojenčad, koja se obično temelji na kravljem mlijeku ili soji. Potonji je poznat kao formula za dojenčad na bazi soje ili SBIF.
Maslac i margarin mogu se zamijeniti alternativnim veganskim proizvodima. Veganski sirevi rade se od sjemenki, poput sezama i suncokreta; orašasti plodovi, kao što su indijski oraščići, pinjoli i bademi i soja, kokosovo ulje, prehrambeni kvasac, tapioka i riža, među ostalim sastojcima; i može ponoviti topljivost mliječnog sira. Prehrambeni kvasac je uobičajena zamjena za okus sira u veganskim receptima. Zamjene za sir mogu se napraviti kod kuće, uključujući i orašaste plodove, poput indijskih oraščića.Proizvodi od jogurta i vrhnja mogu se zamijeniti proizvodima biljnog podrijetla kao što je sojin jogurt.
Različite vrste biljnog vrhnja stvorene su kako bi zamijenile mliječno vrhnje, a neke vrste imitacija tučenog vrhnja su nemliječne.
Tijekom 2010-ih i 2020-ih, brojne su tvrtke genetski modificirale kvasac za proizvodnju proteina kravljeg mlijeka, sirutke ili masti, bez upotrebe krava. To uključuje Perfect Day, Novacca, Motif FoodWorks, Remilk, Final Foods, Imagindairy, Nourish Ingredients i Circe.

### Zamjene za jaja
Od 2019. u SAD-u su bile dostupne mnoge veganske zamjene za jaja, uključujući proizvode koji se koriste za "kajganu", kolače, kekse i krafne. Kao zamjena za jaja mogu poslužiti i prašak za pecivo, svileni (meki) tofu, pire krumpir, banane, sjemenke lana i aquafaba od slanutka. Koji od ovih će se koristiti ovisi o svojstvu jaja koje zamjena treba oponašati. Kajgana, na primjer, zamjenjuje kajganu, ali tofu ne djeluje kao vezivno sredstvo za kolače kao što to čine sirova jaja, lanene sjemenke ili banane.

### Sirovo veganstvo
Sirovo veganstvo, kombinirajući veganstvo i sirovu hranu, isključuje sve životinjske proizvode i hranu kuhanu iznad 48 °C (118 °F). Sirova veganska prehrana uključuje povrće, voće, orašaste plodove, klice žitarica i mahunarki, sjemenke i morsko povrće. Postoje mnoge varijacije ove vrste prehrane, uključujući frutarijanstvo,sprutarijanstvo te zelene kašaste sokove.

## Unutarnje poveznice
- Vegetarijanska prehrana
- Prijatelji životinja

## Vanjske poveznice
- Vegan.hr  Arhivirana inačica izvorne stranice od 2. siječnja 2014. (Wayback Machine)
- Vegan.org
- Vegan Society
- People for the Ethical Treatment of Animals